# Frank Benton Kelso II.
Frank Benton Kelso II., ameriški admiral, * 11. julij 1933, Fayetteville, Tennessee, † 23. junij 2013, Fayetteville.